# Zapora Rogun
Zapora Rogun – nieukończona zapora wodna w Tadżykistanie zbudowana na rzece Wachsz. Pierwotnie planowana na 335 metrów wysokości, o 35 m więcej niż najwyższa obecnie (rok 2011) zapora Nurecka, znajdująca się także na rzece Wachsz. Prace budowlane przy zaporze rozpoczęły się w roku 1976, jednak zostały zawieszone po rozpadzie ZSRR. W 1993 budowa została zniszczona przez powódź, która przelała się przez 45-metrowy wał ziemny i stopniowo go wypłukała.
W październiku 2004 rząd Tadżykistanu podpisał umowę z rosyjską firmą RusAL w celu dokończenia budowy. W wyniku konfliktu o końcowy rozmiar i rodzaj zapory (badania przeprowadzone przez RusAL wykazały, że ze względu na dużą aktywność sejsmiczną regionu powinna ona mieć 280 m wysokości), umowa została rozwiązana. W roku 2007 rosyjski rząd ogłosił, że zamierza wesprzeć budowę.